# Лазоревый проезд
Лазо́ревый проезд — улица на севере Москвы в районе Свиблово (СВАО) между Снежной улицей и проездом Русанова. Название выбрано в 1964 году как «красивое» по инициативе жителей (подобно Ясному проезду или Радужной улице).

## Расположение
Лазоревый проезд имеет сложную конфигурацию. Начинается от Снежной улицы, проходит на запад, пересекает 2-й и 1-й Ботанический проезды, поворачивает на север, заходит в парковый комплекс усадьбы Свиблово, где на коротком участке прерывается. Затем вновь начинается от усадьбы и идёт на север вдоль поймы Яузы, пересекает улицу Седова, вблизи 1-го Ботанического проезда. Заканчивается у проезда Русанова.

## Учреждения и организации
- 1, 3, 5 — жилой комплекс «Лайф — Ботанический сад»
- 12 — центральный музей МЧС России; Мосремгражданстрой
- 15 — Храм Троицы Живоначальной в Свиблове и воскресная школа; Центр ремёсел СВАО в Свиблово

Жилой комплекс «Лайф — Ботанический сад»
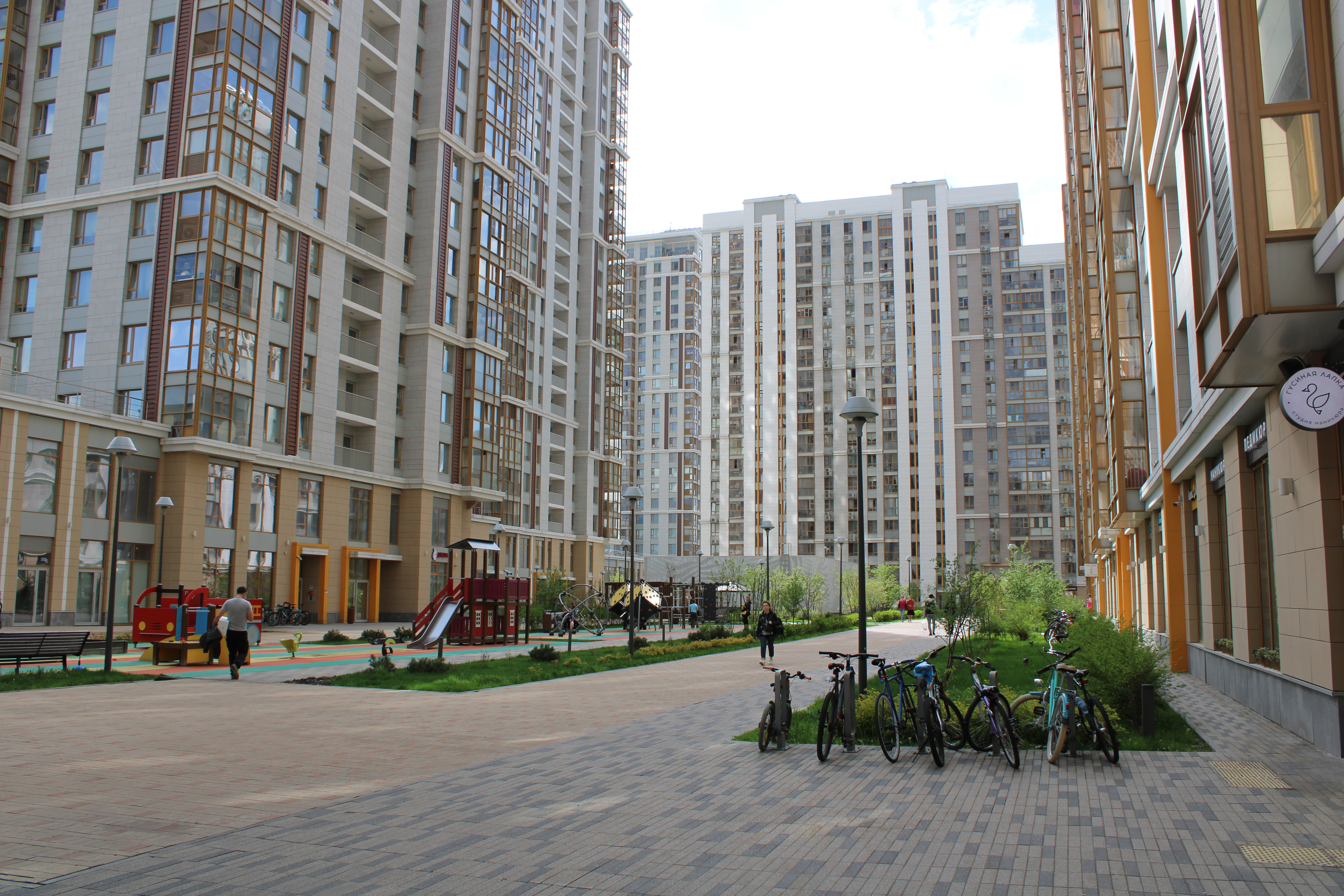
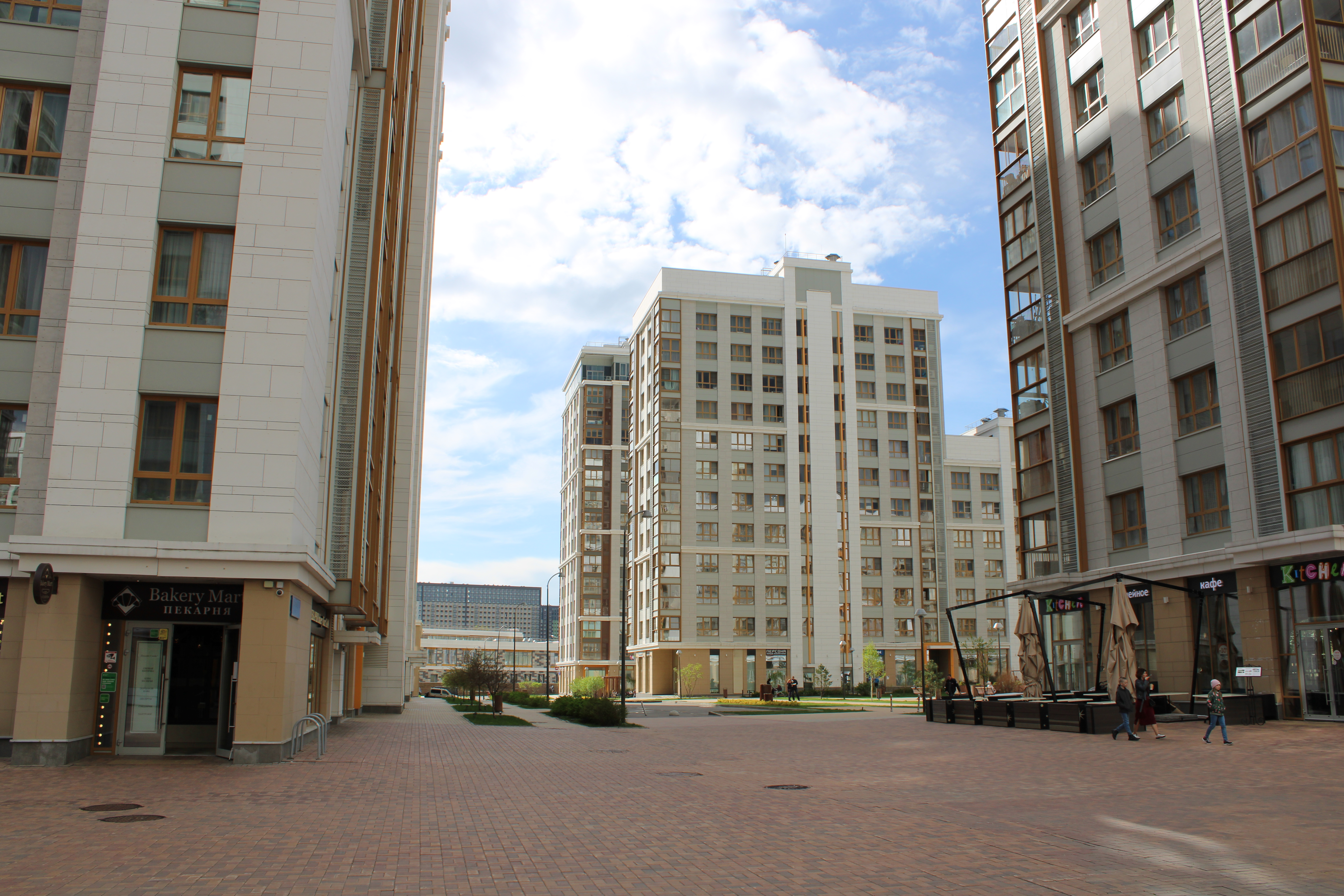
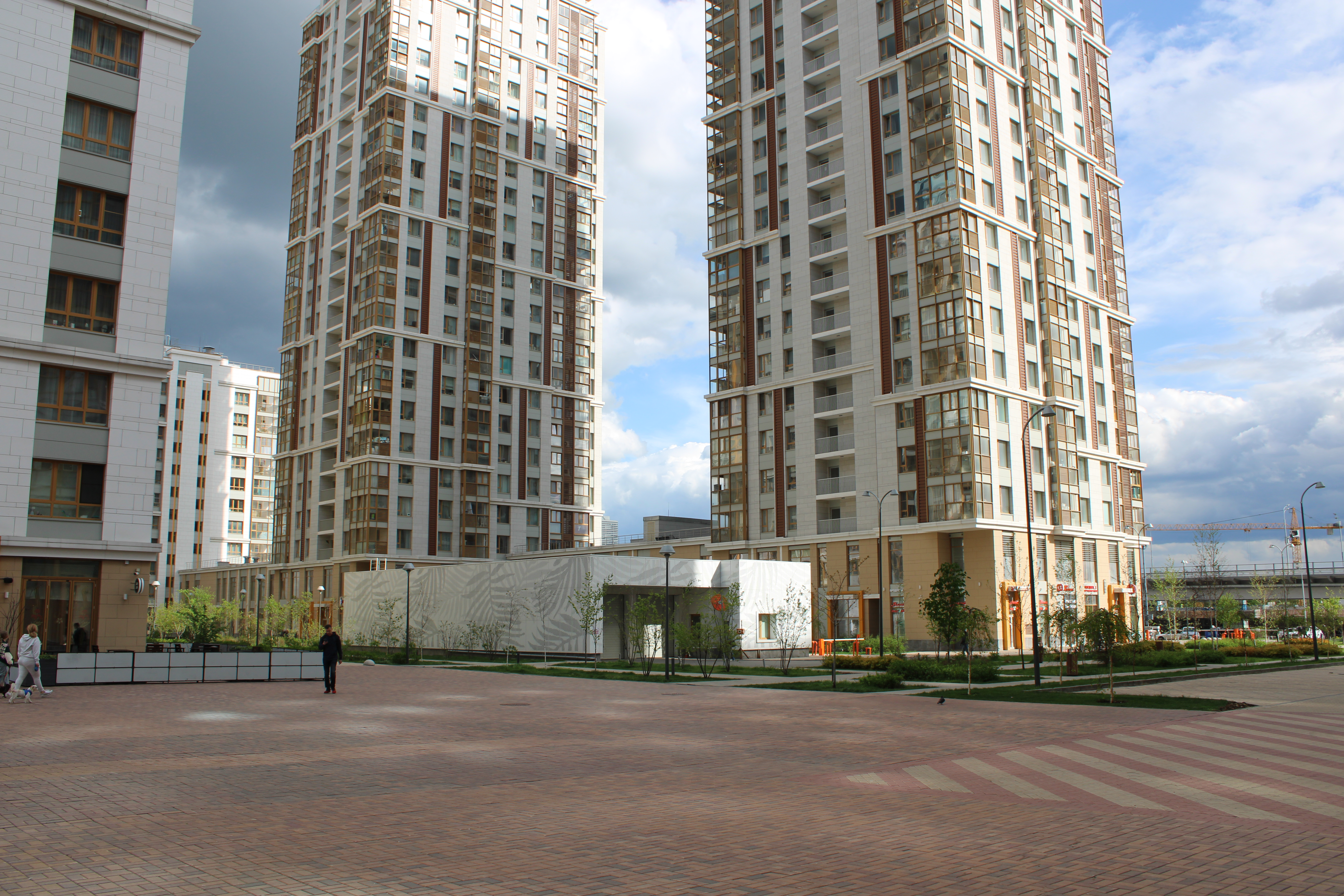
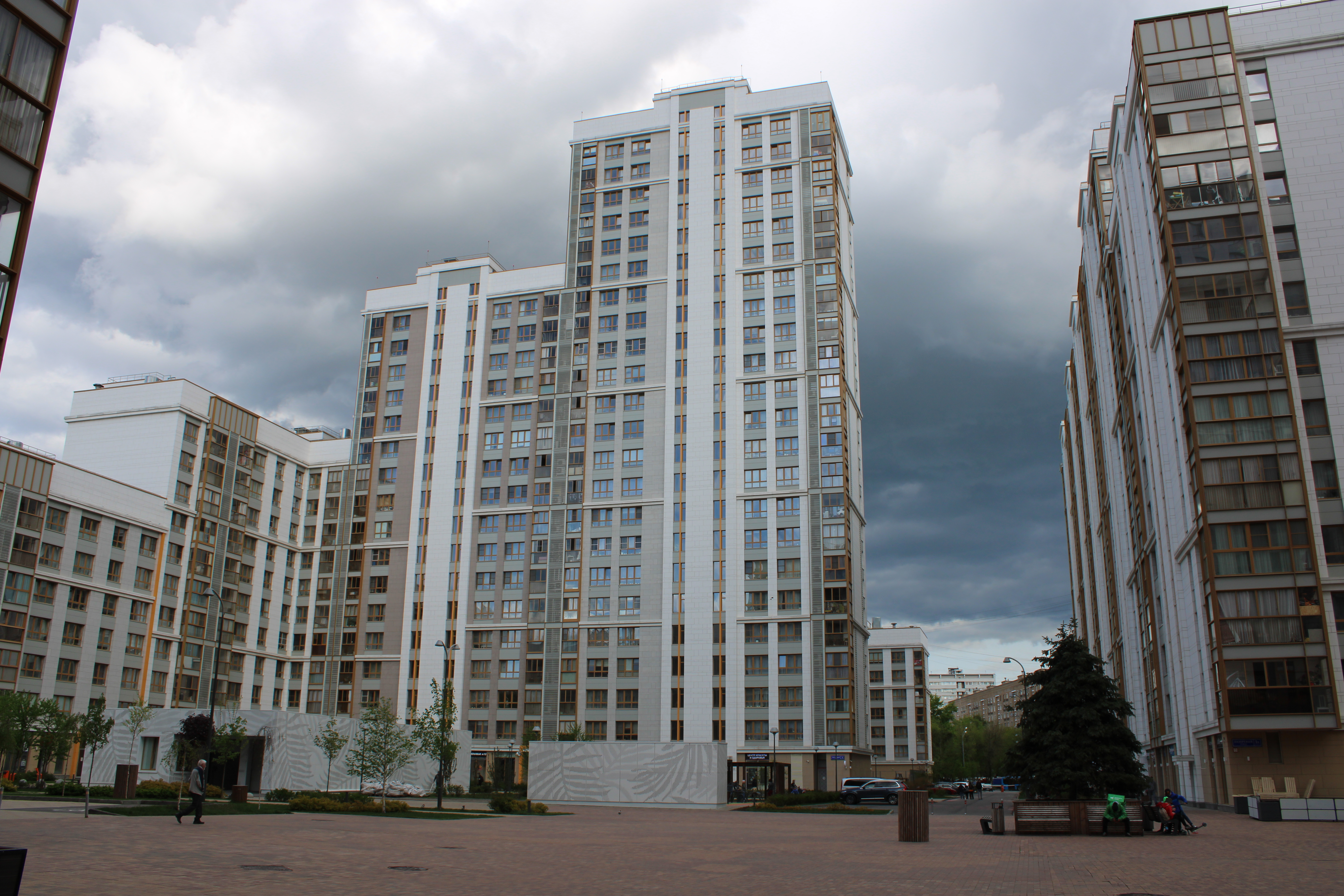